# Османистика
Османистиката е наука, дял от тюркологията. Предмета ѝ е изучаване историята и културата на Османската империя и населяващите я народи. Названието ѝ произтича от владетеля, основал държавата - Осман I. 